# Carolina Sánchez Rangel
Julia Carolina Sánchez Rangel (19 de septiembre de 1971 en Maracay, Venezuela) más conocida como '"La Chama" es una presentadora periodista y empresaria venezolana naturalizada costarricense quien fue conocida en la televisión costarricense por ser presentadora del programa "Informe 11" en Repretel

## Biografía
Nacida en Maracay, siendo hija de Yrma Rangel y Omar Sánchez, éste siendo locutor deportivo. Carolina logró ser Licenciada en comunicación social en su natal Venezuela.
Sánchez se enrumbó a Costa Rica cuando sólo tenía 28 años de edad por dos muy fuertes razones, por su marido quien es costarricense y para poder concluir su carrera.
Sánchez cuenta con 18 años de vivir en Costa Rica siendo ya naturalizada ciudadana costarricense, a causa de dicha relación tuvieron una hija llamada Sara, tiempo después Carolina se divorció por rumores de su hasta entonces esposo. Carolina ha declarado que Costa Rica es su país a como lo es Venezuela los cuales ama a pesar de las circunstancias buenas y malas por las que ambos pasen.

## Carrera profesional
"La Chama" inició su carrera en Venezuela ella trabajó como asistente de producción en una agencia de publicidad, fue comentarista deportiva en radio y televisión, dirigió una revista de entretenimiento y periodista-
coordinadora del diario El Siglo. Cuando arriba a Costa Rica participa en el programa Informe 4 y tiempo después sale del programa por asuntos personales, años después "La Chama"  volvió a la televisión costarricense donde era conocida popularmente por su participación en el programa
televisivo Informe Once: Las
Historias de Repretel, ella también es la editora de
la revista Estilo Ejecutivo, de corte
empresarial, que publica el diario
La República. En abril del 2014 Carolina anunció su renuncia al programa Informe 11 por otra propuesta de trabajo que le ofrecieron que no está ligada a la televisión, sin embargo no descartó volver a la televisión costarricense.

## Cadenas con las que laboró
- Repretel Canal 4 "Informe 4"
- Repretel Canal 11 "Informe 11"